# Lijst van voetbalinterlands Montenegro - San Marino
Deze lijst van voetbalinterlands is een overzicht van alle officiële voetbalwedstrijden tussen de nationale teams van Montenegro en San Marino. De landen hebben tot op heden twee keer tegen elkaar gespeeld. De eerste ontmoeting was een kwalificatiewedstrijd voor het Wereldkampioenschap voetbal 2014 in Serravalle op 11 september 2012. Het laatste duel, de returnwedstrijd in dezelfde kwalificatiereeks, vond plaats op 14 november 2012 in Podgorica.

## Wedstrijden
| № | Plaats     | Datum             | Competitie           | Wedstrijd               | Uitslag |
| - | ---------- | ----------------- | -------------------- | ----------------------- | ------- |
| 1 | Serravalle | 11 september 2012 | WK 2014 kwalificatie | San Marino − Montenegro | 0 − 6   |
| 2 | Podgorica  | 14 november 2012  | WK 2014 kwalificatie | Montenegro − San Marino | 3 − 0   |

## Samenvatting
| Competitie      | Totaal gespeeld | Winst Montenegro | Gelijk | Winst San Marino | Doelsaldo Montenegro – San Marino |
| --------------- | --------------- | ---------------- | ------ | ---------------- | --------------------------------- |
| WK-kwalificatie | 2               | 2                | 0      | 0                | 9 − 0                             |
| Totaal          | 2               | 2                | 0      | 0                | 9 − 0                             |

## Details

### Eerste ontmoeting
De eerste ontmoeting tussen de nationale voetbalploegen van Montenegro en San Marino vond plaats op 11 september 2012. Het WK-kwalificatieduel, bijgewoond door 1.947 toeschouwers, werd gespeeld in het Stadio Olimpico in Serravalle, San Marino, en stond onder leiding van scheidsrechter Neil Doyle uit Ierland. Hij werd bijgestaan door zijn landgenoten Ciaran Delaney en Mark Gavin, en deelde vijf gele kaarten uit. Bij Montenegro luisterde Luka Đorđević (FC Zenit St. Petersburg) zijn debuut voor de nationale ploeg op met een doelpunt.
| WK 2014 kwalificatie (Serravalle, San Marino, 11 september 2012): |              | |
| San Marino | 0 – 6        | Montenegro |
| | goals        | 24' Luka Đorđević 26' Fatos Bećiraj 51' Fatos Bećiraj 69' Elsad Zverotić 78' Andrija Delibašić 82' Andrija Delibašić                                                           |
| Giampaolo Mazza | bondscoach   | Branko Brnović |
| Aldo Simoncini Fabio Vitaioli Davide Simoncini Alessandro Della Valle Cristian Brolli 84' Alex Gasperoni Michele Cervellini Matteo Coppini Danilo Rinaldi Manuel Marani 66' Matteo Vitaioli 79' | opstellingen | Mladen Božović Vladimir Volkov Stefan Savić Miodrag Džudović Marko Baša 68' Simon Vukčević Milorad Peković Stevan Jovetić 68' Luka Đorđević Dejan Damjanović 75' Fatos Bećiraj |
| Enrico Cibelli 66' Pier Filipo Mazza 79' Damiano Vannucci 84' Federico Valentini Gianluca Bollini Simone Bacciocchi Marco Rosti                                                                 | wissels      | 68' Elsad Zverotić 68' Andrija Delibašić 75' Filip Kasalica Vukašin Poleksić Srđan Blažić Milan Jovanović Mitar Novaković Vladimir Božović Mirko Vučinić                       |
| Matteo Vitaioli 19' Davide Simoncini 40' Enrico Cibelli 73' Michele Cervellini 81' | gele kaarten | 25' Luka Đorđević |

FSCG · A-internationals · Bondscoaches · Statistieken · Montenegrijns vrouwenelftal · Montenegro U21 · Montenegro U20 · Montenegro U19 · Montenegro U17 · Servië en Montenegro U19 · Servië en Montenegro U17
2003 – 2006** · 
2007 – 2009 · 
2010 – 2019 ·
2020 − 2029
EK 2008 · 
EK 2012 · 
EK 2016
WK 2006** · 
WK 2010 · 
WK 2014 · 
WK 2018
OS 2004** · 
OS 2008 · 
OS 2012 · 
OS 2016
2007 · 
2008 · 
2009 · 
2010 · 
2011 · 
2012 · 
2013 · 
2014 · 
2015 · 
2016 · 
2017 ·
2018 ·
2019 ·
2020 ·
2021 ·
2022 ·
2023
Albanië ·
Armenië ·
Azerbeidzjan ·
België · 
Bosnië en Herzegovina ·
Bulgarije ·
Colombia ·
Cyprus ·
Denemarken · 
Engeland ·
Estland ·
Faeröer ·
Finland ·
Georgië ·
Ghana ·
Gibraltar ·
Griekenland ·
Hongarije ·
Ierland ·
IJsland ·
Iran · 
Israël ·
Italië ·
Japan ·
Kazachstan ·
Kosovo ·
Letland ·
Libanon ·
Liechtenstein ·
Litouwen ·
Luxemburg ·
Moldavië ·
Nederland ·
Noord-Ierland ·
Noord-Macedonië ·
Noorwegen ·
Oekraïne ·
Oezbekistan ·
Oostenrijk ·
Polen ·
Roemenië ·
Rusland · 
San Marino ·
Servië ·
Slovenië ·
Slowakije ·
Tsjechië ·
Turkije ·
Wales ·
Wit-Rusland ·
Zweden ·
Zwitserland
Argentinië (2006) · 
Ivoorkust (2006) · 
Nederland (2006)
** - Onder de naam Servië en Montenegro
FSGC · A-internationals · Bondscoaches · Statistieken · San Marino U21 · San Marino U19 · San Marino U18 · San Marino U17 · San Marino U16
1986 – 1989 · 1990 – 1999 · 2000 – 2009 · 2010 – 2019 · 2020 – 2029
2000 · 2001 · 2002 · 2003 · 2004 · 2005 · 2006 · 
Albanië · 
Andorra ·
Azerbeidzjan ·
België · 
Bosnië en Herzegovina · 
Bulgarije ·
Canada ·
Cyprus ·
Denemarken ·
Duitsland · 
Engeland · 
Estland · 
Faeröer · 
Finland · 
Gibraltar · 
Griekenland · 
Hongarije · 
Ierland · 
IJsland ·
Israël · 
Italië · 
Kaapverdië ·
Kazachstan ·
Kosovo ·
Kroatië · 
Letland · 
Libanon · 
Liechtenstein · 
Litouwen · 
Luxemburg ·
Malta ·
Moldavië ·
Montenegro ·
Nederland · 
Noord-Ierland · 
Noorwegen ·
Oekraïne ·
Oostenrijk · 
Polen · 
Roemenië · 
Rusland · 
Saint Kitts en Nevis ·
Saint Lucia ·
Schotland · 
Servië en Montenegro · 
Seychellen ·
Slovenië · 
Slowakije · 
Spanje · 
Syrië ·
Tsjechië · 
Turkije · 
Wales · 
Wit-Rusland · 
Zweden · 
Zwitserland
Nederland (2011)